# Diocesi di Ubaba
La diocesi di Ubaba (in latino: Dioecesis Ubabensis) è una sede soppressa e sede titolare della Chiesa cattolica.

## Storia
Ubaba, nell'odierna Algeria, è un'antica sede episcopale della provincia romana della Mauritania Cesariense.
Unico vescovo conosciuto di questa diocesi africana è Ingenuo, il cui nome appare al 71º posto nella lista dei vescovi della Mauritania Cesariense convocati a Cartagine dal re vandalo Unerico nel 484; Ingenuo, come tutti gli altri vescovi cattolici africani, fu condannato all'esilio.
Dal 1933 Ubaba è annoverata tra le sedi vescovili titolari della Chiesa cattolica; dal 2 agosto 2017 il vescovo titolare è José Adalberto Jiménez Mendoza, O.F.M.Cap., vicario apostolico di Aguarico.

## Cronotassi

### Vescovi residenti
- Ingenuo † (menzionato nel 484)

### Vescovi titolari
- Brian David Usanga † (5 agosto 1966 - 5 febbraio 1970 nominato vescovo di Calabar)
- Andreas Henrisusanta, S.C.I. † (29 agosto 1975 - 18 aprile 1979 nominato vescovo di Tanjungkarang)
- Joseph Mukwaya † (10 settembre 1982 - 21 giugno 1988 nominato vescovo di Kiyinda-Mityana)
- Dominik Tóth † (17 marzo 1990 - 16 maggio 2015 deceduto)
- José Adalberto Jiménez Mendoza, O.F.M.Cap., dal 2 agosto 2017